# Démétrios I. Poliorkétés
Démétrios I. (337 př. n. l. – 283 př. n. l.), přezdívaný Poliorkétés, byl synem Antigona I. Jednookého, krále Malé Asie, a jeho manželky Stratoníké, a v letech 294 až 288 př. n. l. antigonovským králem Makedonie.
Ve věku dvaceti dvou let ho jeho otec vyslal do Sýrie, kterou měl bránit proti vládci Egypta – Ptolemaiovi. V roce 312 př. n. l. byl jím ale zcela rozdrcen v bitvě u Gazy. Tento nezdar alespoň částečně odčinil několika menšími úspěchy.
Po neúspěšném tažení proti Babylónu a několika kampaních proti Ptolemaiovi na pobřeží Kilíkie a na Kypru, se Démétrios vypravil v čele flotily 250 lodí k Athénám. Následně zbavil toto město Kassandrovy nadvlády a vyhnal zde umístěnou makedonskou posádku pod velením Démétria z Faleru (307 př. n. l.). Za toto vítězství ho Athéňané odměnili udělením titulu Sótér („Zachránce“).
V roce 306 př. n. l. porazil Ptolemaiova bratra Menelaa v námořní bitvě u Salamíny na Kypru, čímž zcela zlikvidoval egyptské loďstvo. V této bitvě dosáhl proslulosti díky svým unikátním a velmi důmyslným obléhacím strojům, za což získal přezdívku „obléhatel měst“ („Poliorkétés“). Mezi jeho vynálezy patřilo například beranidlo dlouhé 60 metrů, k jehož ovládání bylo zapotřebí 1000 mužů. Na Kypru (stejně jako později na Rhodu) použil Démétrios obrovitou obléhací věž pojmenovanou helepolis („obsazovač měst“), která byla 40 metrů vysoká, 20 metrů široká a vážila kolem 200 tun.
Ve stejném roce přijal z rukou svého otce královský titul. Následně se vydal na Rhodos potrestat jeho obyvatelé za to, že neposkytli Antigonovcům pomoc proti Ptolemaiovi. Spíše než ze strategických nebo politických důvodů, chtěl Démétrios dobýt Rhodos proto, aby toto bohaté obchodní město vyplenil. Navzdory své pověsti však nedokázal ani s největším vypětím sil zdolat rhodské hradby a po téměř rok trvajícím obléhání opustil ostrov s nepořízenou. Na paměť svého slavného vítězství vybudovali Rhoďané gigantickou sochu – Kolos rhodský – jeden ze Sedmi divů světa.
Poté se Démétrios znovu vydal osvobodit Řecko. Sváděl zde úspěšné boje proti Kassandrovi, leč jeho nemravné a extravagantní chování popudilo Athéňany proti němu. Vzrůst moci Antigonovců přiměl Seleuka, Kassandra a Lýsimacha, aby se proti nim spojili. Rozhodnutí přišlo v roce 301 př. n. l. u Ipsu ve Frýgii. Antigonos v této bitvě padl a Démétrios navzdory mnoha ztrátám unikl do Efesu. Všechny maloasijské a syrské državy jeho otce byly sice ztraceny, nicméně Démétrios stále disponoval hrozivou námořní silou.
Tento náhlý zvrat štěstěny ho připravil o jeho dosavadní athénské spojence, kteří ho odmítli vpustit do města. Ovšem již brzy poté podnikl zdařilý nájezd na Lýsimachovo území a usmířil se Seleukem, který mu dokonce dal svoji dceru Stratonike za manželku. Po zdlouhavém obléhání získal Démétrios v roce 294 př. n. l. pod svou kontrolu Athény, jejímž obyvatelům posléze velkomyslně odpustil jejich dřívější zradu.
V témže roce vypudil z Makedonie Kassandrova syna Antipatra II. a sám se ustavil makedonským králem. Jeho postavení ale nadále zůstávalo přinejmenším složité, neboť byl zcela obklopen svými nepřáteli: Lýsimachem v Thrákii a Pyrrhem v Épeiru. Kvůli svému tyranskému a násilnickému vystupování si nezískal popularitu ani mezi makedonskou šlechtou. A tak když Pyrrhovy a Lýsimachovy armády vpadly v roce 288 př. n. l. do Makedonie, byl Démétrios nucen zemi opustit.
Odsud uprchl zpět do Asie, kde s proměnlivým úspěchem napadal Lýsimachovo území. Hlad a choroby přitom zahubily velkou část jeho vojska, pročež se obrátil na Seleuka se žádostí o pomoc. Ten se ale v tomto okamžiku od svého zetě rovněž odvrátil a poté, co získal nad Démétriem převahu, padl Démétrios zrazený vlastními vojáky do Seleukova zajetí. Jeho syn Antigonos nabízel všechna svá území a dokonce i sám sebe, aby dosáhl otcova propuštění na svobodu, avšak veškerá jeho snaha se nakonec ukázala být marná. Po třech letech strávených v syrském zajetí Démétrios v roce 283 př. n. l. umírá (prý v důsledku nadměrného požívání alkoholu). Jeho ostatky byly předány Antigonovi, který mu nechal v Korintě vystrojit skvostný pohřeb.
Démétrios byl vskutku výjimečně technicky talentovaný jedinec, který se díky své stále optimistické povaze vyznačoval schopností snadno si získávat přátele. Kromě toho byl velmi aktivní, plný myšlenek a nadmíru energický. Rovněž požíval značné obliby u žen. Bezvýhradně přesvědčen o tom, že převyšuje všechny své soupeře, často projevoval v politických a vojenských záležitostech značnou bezstarostnost. Nicméně přes všechno jeho nadání a energičnost se mu silně nedostávalo vytrvalosti.